# Wasilkowo (obwód kirowski)
Wasilkowo (ros. Васильково) – wieś (dieriewnia) w Rosji, w obwodzie kirowskim, w rejonie sowieckim. W 2010 liczyła 276 mieszkańców.